# Västanvik
Västanvik est une localité de Suède dans la commune de Leksand située dans le comté de Dalécarlie.
Sa population était de 497 habitants en 2019.